# Emer
Cet article possède un paronyme, voir MR.
Dans la mythologie celtique irlandaise, Emer est la fille de Forgall Manach (le rusé), roi de Meath. Son nom signifie « ambroisie ». Après avoir été l’épouse de Manannan Mac Lir, elle devient celle de Cúchulainn non sans difficultés, son père l’ayant promise à un autre. Le héros est expédié en Écosse, avec son ami Ferdiad, chez la magicienne Scáthach durant toute une année, et à son retour il doit attaquer la forteresse de Forgall et enlever Emer.
Dans le récit Serglige ConCulaind on la voit, poussée par la jalousie, partir avec cinquante servantes munies de couteaux pour tuer la maîtresse de son mari, Fand (l’épouse de Manannan). Finalement elle pardonne et un druide lui fait boire le breuvage d’oubli.